# 阿特·科林斯
阿瑟·科林斯（英語：Arthur Collins，1954年4月14日—），美国NBA联盟前职业篮球运动员。他在1976年的NBA选秀中第6轮第17顺位被波士顿凯尔特人选中。